# 정성복
정성복은 3D영상 제작사 패뷸러스(FABULOUS)의 대표이다. 여러 공연 및 뮤지컬 실황을 3D영상으로 제작하였다.